# Universität Shiga

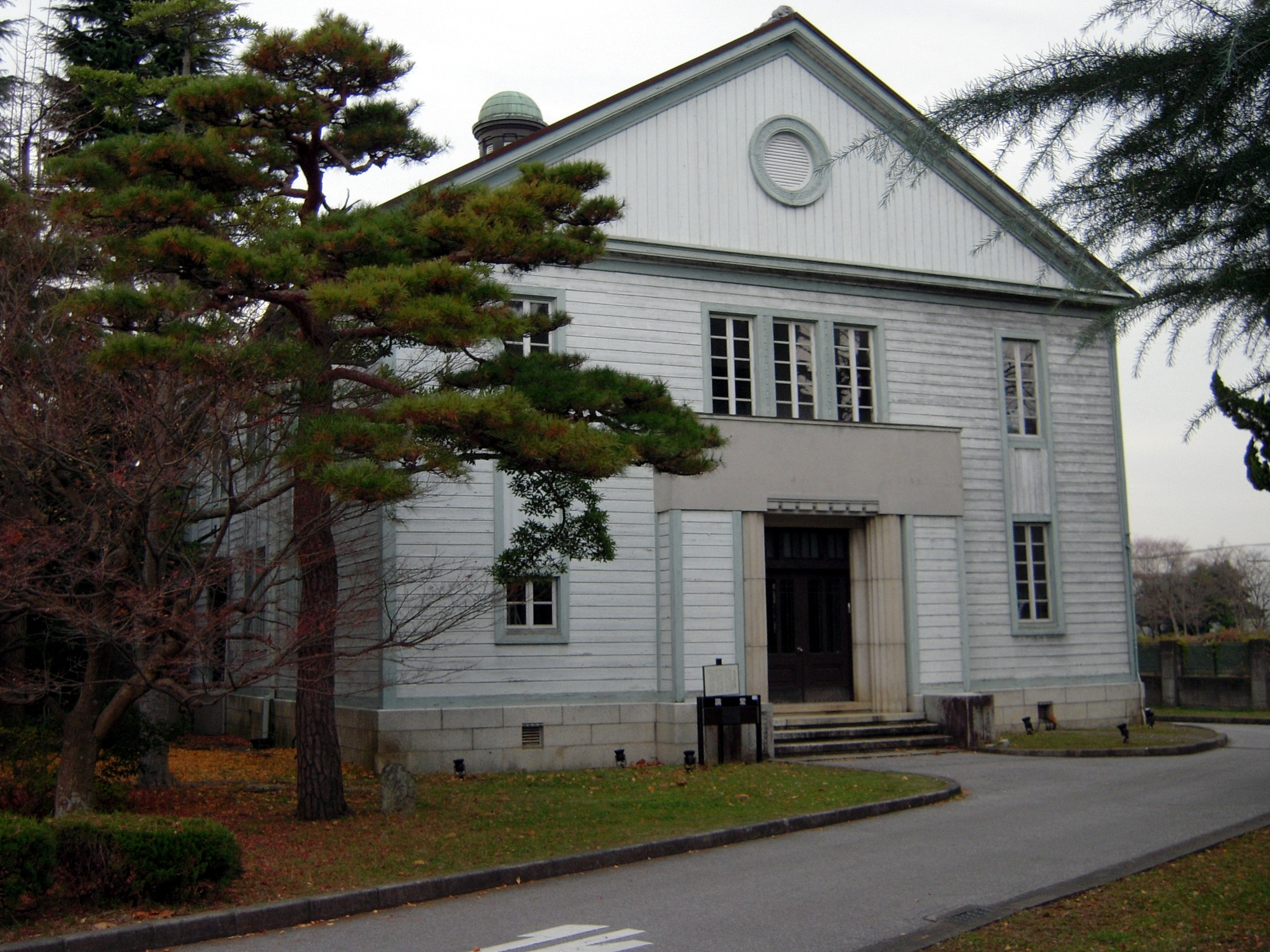
Die alte Aula im Hikone-Campus, gebaut 1924

Die Universität Shiga (jap. 滋賀大学, Shiga daigaku) ist eine staatliche Universität in Japan. Der Hauptcampus liegt in Hikone in der Präfektur Shiga.

## Geschichte
Die Universität wurde 1949 durch den Zusammenschluss der drei staatlichen Schulen gegründet. Die drei waren:
- die Normalschule Shiga (滋賀師範学校, Shiga shihan gakkō in Ōtsu, gegründet 1875),
- die Jugend-Normalschule Shiga (滋賀青年師範学校, Shiga seinen shihan gakkō in Ōtsu, gegründet 1915), und
- die Wirtschaftsfachschule Hikone (彦根経済専門学校, Hikone keizai semmon gakkō).

1922 wurde die Höhere Handelsschule Hikone (彦根高等商業学校, Hikone kōtō shōgyō gakkō) gegründet. Sie war die 9. älteste der japanischen staatlichen höheren Handelsschulen und Vorgänger der wirtschaftswissenschaftlichen Fakultät. Einer der berühmten Absolventen war Sōsuke Uno, der später die Wirtschaftsuniversität Kōbe besuchte. 1944 während des Pazifikkriegs wurde die höhere Handelsschule zum Technikum verändert. 1946 wurde die Schule aber zur Wirtschaftsfachschule wieder verändert, und das ehemalige Technikum wurde eine präfekturale Schule (heute die technische Fakultät der Präfekturuniversität Shiga).
Die Universität Shiga wurde mit zwei Fakultäten eröffnet: Liberal Arts (im älteren Ōtsu-Campus) und Wirtschaftswissenschaften (im Hikone-Campus). Die Fakultät für Liberal Arts zog 1959 in den heutigen Ōtsu-Campus und wurde 1966 in Pädagogische Fakultät umbenannt. Bis heute hat die Universität keinen vereinigten Campus gehabt.

## Fakultäten
- Hikone-Campus (in Hikone, Präfektur Shiga, 35° 16′ 37,8″ N, 136° 14′ 47,1″ OKoordinaten: 35° 16′ 37,8″ N, 136° 14′ 47,1″ O):
  - Fakultät für Wirtschaftswissenschaften
- Ōtsu-Campus (in Ōtsu, Präfektur Shiga, 34° 57′ 0,4″ N, 135° 54′ 17,4″ O):
  - Fakultät für Pädagogik